# Перишич, Александра
Александра Перишич (серб. Александра Перишић; род. 2 июля 2002, Белград) — сербская тхэквондистка. Серебряный призёр летних Олимпийских игр 2024 года, чемпионка III Европейских игр, призёр чемпионата мира 2022 года, призёр чемпионатов Европы 2022 и 2024 годов. Участница летних Олимпийских игр 2024 года.

## Биография
Александра Перишич родилась 2 июля 2002 года в Белграде в Сербии.

## Карьера
На чемпионате Европы 2022 года Перишич завоевала бронзовую медаль. В 2022 году на чемпионате мира в Гвадалахаре, в Мексике, Александра в категории до 67 килограммов завоевала серебряную медаль. В финале она не смогла одолеть соперницу из Мексики Лесли Сольтеро.
На III Европейских играх в Кракове, в категории до 67 килограммов, Александра завоевала чемпионский титул. В финале она смогла одолеть соперницу из Испании Сесилию Кастро.
На летних Олимпийских играх 2024 года в Париже, в весовой категории до 67 кг стала обладательницей серебряной медали. В финальной схватке уступила сопернице из Венгрии Вивиане Мартон.